# Harry Carey
Harry Carey, född 16 januari 1878 i Bronx, New York, död 21 september 1947 i Brentwood, Kalifornien, var en amerikansk skådespelare. Carey kom under sin karriär att medverka i över 260 filmer. Han var främst känd som westernhjälten Cheyenne Harry i stumfilmer på 1910-talet, och fortsatte vid ljudfilmens genombrott som birollskådespelare. Han var gift med Olive Carey och far till Harry Carey Jr.
Han har en stjärna på Hollywood Walk of Fame vid adressen 1521 Vine Street. Han är invald i Hall of Great Western Performers.

## Filmografi, urval
- 1913 – The Battle at Elderbush Gulch
- 1928 – Klondyke
- 1931 – Bad Company
- 1935 – Barbarkusten
- 1937 – En boxare bland gangsters
- 1937 – Farornas skepp
- 1938 – New Yorks undre värld
- 1939 – Mr. Smith i Washington
- 1941 – Skogarnas dotter
- 1942 – Guldfågeln
- 1946 – Duell i solen
- 1947 – Ängeln och den laglöse
- 1947 – Prärie
- 1948 – Red River
- 1948 – Det svarta fåret